# Thiên thể UGC
The Uppsala General Catalogue of Galaxies (UGC) là một danh mục của 12.921 thiên hà có thể nhìn thấy từ Bắc bán cầu. Nó được công bố lần đầu tiên vào năm 1973.

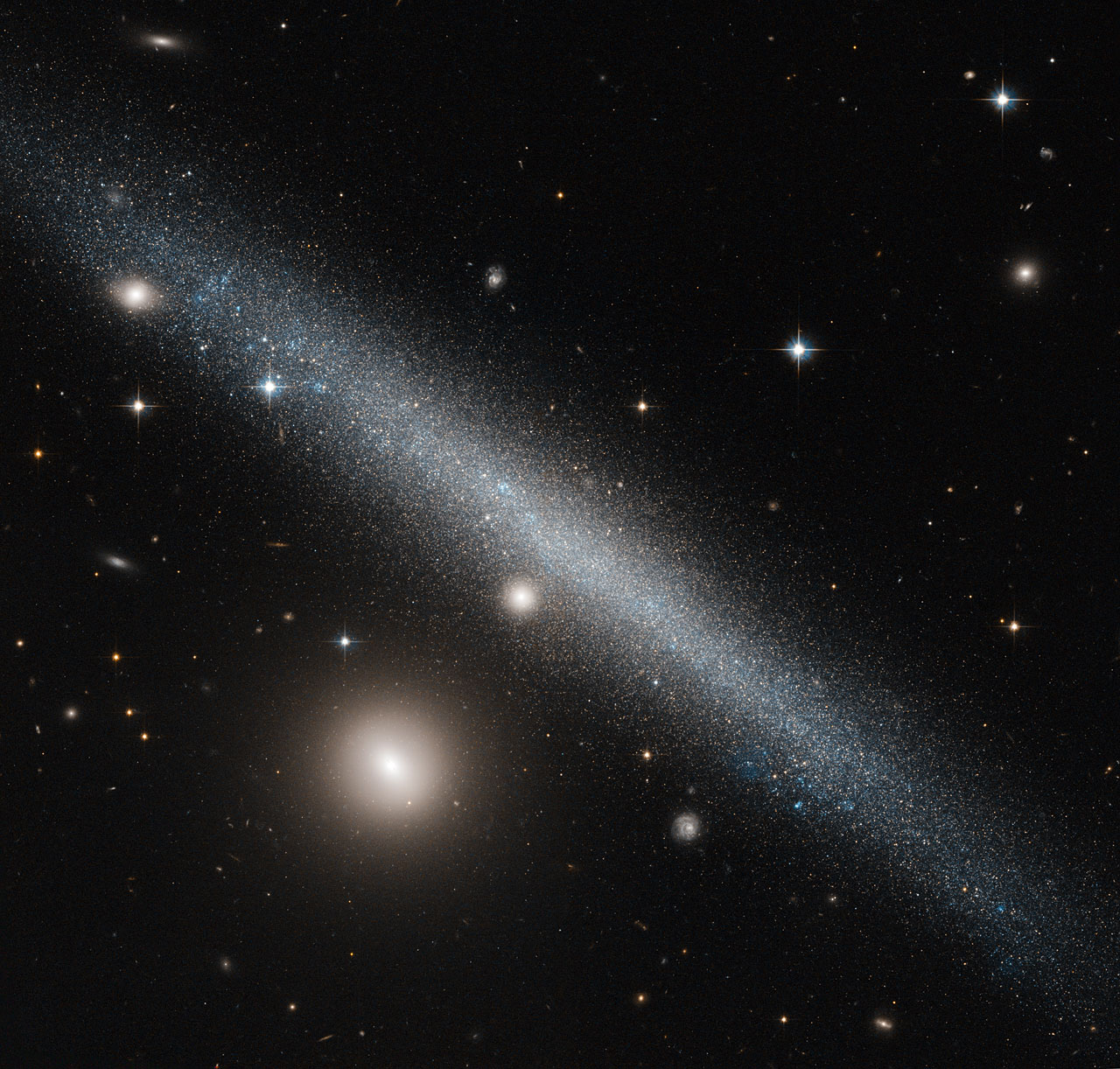
Thiên hà lùn UGC 1281.